# Hồ Thị Lý
Hồ Thị Lý, född 22 februari 1991, är en vietnamesisk roddare. 
Hồ Thị Lý tävlade för Vietnam vid olympiska sommarspelen 2016 i Rio de Janeiro, där hon tillsammans med Tạ Thanh Huyền slutade på 18:e plats i lättvikts-dubbelsculler.